# St. Martin (Nankendorf)

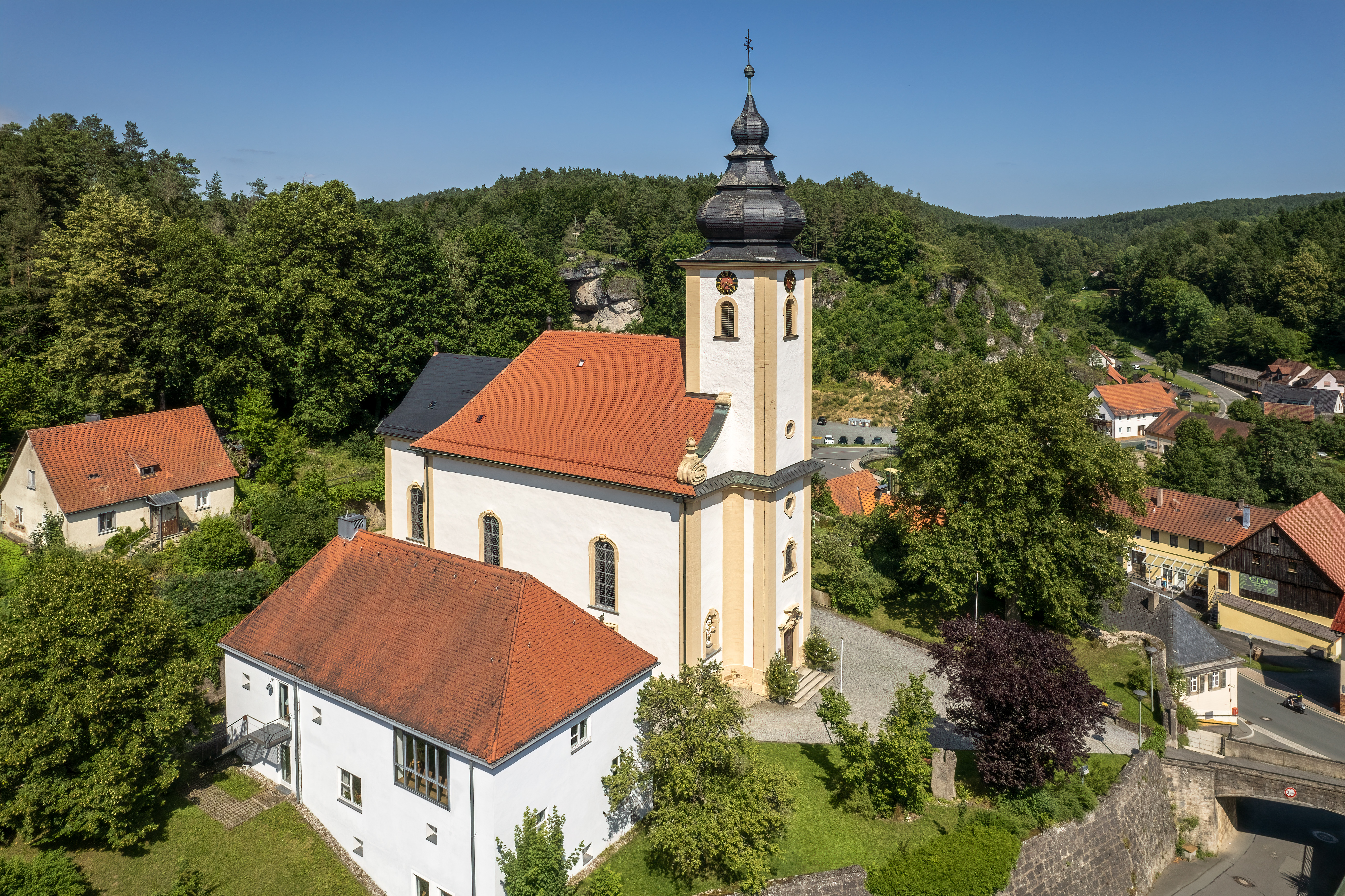
St. Martin (Nankendorf)

Die römisch-katholische, denkmalgeschützte Pfarrkirche St. Martin steht in Nankendorf, einem Gemeindeteil der Stadt Waischenfeld im Landkreis Bayreuth (Oberfranken, Bayern). Das Bauwerk ist unter der Denkmalnummer D-4-72-197-48 als Baudenkmal in der Bayerischen Denkmalliste eingetragen. Die Pfarrei gehört zum Seelsorgebereich Fränkische Schweiz Nord im Dekanat Bayreuth des Erzbistums Bamberg.

## Beschreibung
Die Saalkirche wurde 1747/48 nach einem Entwurf von Johann Jakob Michael Küchel anstelle des geosteten Vorgängerbaus errichtet. Sie besteht aus einem Langhaus aus zwei Jochen, die mit Kreuzgewölben überspannt sind, einem eingezogenen, dreiseitig geschlossenen Chor im Norden und einem in das Langhaus eingestellten Fassadenturm im Süden, der mit einer schiefergedeckten Welschen Haube bedeckt ist. Sein oberstes Geschoss beherbergt die Turmuhr und den Glockenstuhl, in dem drei Kirchenglocken hängen. In zwei seitlichen Nischen der Fassade stehen die Statuen von Kaiser Heinrich und Kunigunde, zwei Bistumsheilige des Erzbistums Bamberg. 